# 正定県
正定県（せいてい-けん）は中華人民共和国河北省石家荘市に位置する県。滹沱河（こだか）の北岸にある。臨済宗発祥の地である臨済寺などが有名な古都で、国家歴史文化名城の一つに指定されている。

## 歴史
前475年、鮮虞国が晋に滅亡させられ、晋の版図に組み込まれたが、戦国時代初期の前475年、鮮虞人により中山国が建国され、東垣邑が設置された。前296年、中山国は趙に滅ぼされ、その版図とされた。
秦朝による中国統一が達成されると東垣邑は東垣県と改編され、治所が現在の石家荘市長安区高営鎮東古城村附近に設置され、鉅鹿郡の管轄とされた。漢初は東垣県とされたが、前196年に真定県と改称され恒山郡（後に常山郡に改称）に属した。前113年（元鼎4年）、常山郡の北部に真定国が設置され、藁城県・肥累県・綿曼県と共に真定県がその管轄とされた。後漢が成立した37年（建武13年）、真定国は廃止となり真定県は常山国へと移管された。
三国時代、真定県は魏の常山郡の管轄とされ、続く晋代には常山郡治所が元氏県より真定県に移転したことより、河北中部の政治、経済、文化の中心地としての地位を確立している。
578年（宣政元年）、北周により定州及び常山郡の一部に新たに恒州を設置し、真定県を管轄するようになった。596年（開皇16年）に隋代により真定県から常山県は分割設置されたが、大業初年に常山県は廃止された。唐代も真定県が沿用された。689年（載初元年）に武則天により一時中山県と改称されたが、705年（神龍元年）に真定県に名称が戻され清初まで沿用されている。1723年（雍正元年）、真定県は正定県と改称され現在の名称が誕生している。
歴史上、真定国、恒山郡、常山郡、恒州、鎮州、真定府などが置かれてきた古都であり、河北中部の中心地であったが、近代に滹沱河南岸の石家荘の村に京広線の駅が開設されると、石家荘の経済的地位が高まり、政治経済の中心もやがて石家荘（一時、石門市と称された）へと移っていった。

## 逸話
真定の地名は漢の高祖・劉邦の逸話に由来する。高祖11年（紀元前196年）、高祖は反逆した陳豨を伐つため親征し、自らは東垣を攻略した。守城の兵卒が高祖を痛罵する。これに赫怒した高祖は強攻して城を陥とし、その兵卒を腰斬に処した。なお激昂止まぬ高祖は、地名を東垣から真定に改めたという。（『史記』巻8 高帝本紀）

## 行政区画
下部に2街道3鎮5郷を管轄する。
| 街道弁事処・鎮・郷 | 社区・村 |
| ------------------ | --- |
| 諸福屯街道         | 諸福屯社区、固営村社区、蟠桃村社区、南聖板社区、中聖板社区、北聖板社区、戎家園社区、朱河社区、羅家荘社区、丁家荘社区 |
| 三里屯街道         | 三里屯社区、東関社区、西洋社区、西上沢社区、東上沢社区、呉家荘社区、大臨済社区、郭家荘社区、東臨済社区、西臨済社区 |
| 正定鎮             | 恒東小区社区、常山小区社区、恒州小区社区、恒山小区社区、解放街社区、大衆街社区、常勝街社区、民主街社区、車站街社区、勝利街社区、東門里社区、西門里社区、西南街社区、西関村、西門里村、西南街村、生民街村、四合街村、南関村、順城関村、東門里村、大衆街村、勝利街村、北門里村、北関村、車站街村、西北街村、太平街村、民主街村、城李荘村、城楊荘村、木廠村、太平荘村、永安村、北賈村、西邢家荘村、三角村、岸下村、教場荘村、樹林村、五里舗村、東柏棠村、西柏棠村、斜角頭村、塔元荘村、野頭村、戴家荘村、王古寺村、大孫村、新村、小孫村、戦村 |
| 新城舗鎮           | 新城舗村、北王荘村、小呉村、小邯村、北辛荘村、合家荘村、西咬村、中咬村、東咬村、東白荘村、西白荘村、東平楽村、馮家荘村、台上村 |
| 新安鎮             | 新安村、呉興村、李家荘村、柳樹科村、南王荘村、于家荘村、東権城村、西権城村、秦家荘村、北白仏村、七吉村、西慈亭村、東慈亭村、窯上村 |
| 南崗鎮             | 南崗村、北孫村、南早現村、北早現村、酆家荘村、小客村、東房頭村、西房頭村、東叩村、中叩村、戎家荘村、彫橋村、彫橋荘村、上水屯村、下水屯村、豊隆疃村、安谷村、平安屯村、平安村 |
| 曲陽橋鎮           | 曲陽橋村、上曲陽村、西叩村、東曲陽村、南曲陽村、西辛荘村、周家荘村、東里宅村、西里宅村、胡村、韓家楼村、高平村、前塔底村、後塔底村、北白店村、南白店村、邵同村、西漢村、東漢村、西河村 |
| 南牛郷             | 南牛村、東洋村、樹路村、侯家荘村、南永固村、北永固村、東賈村、東楊荘村、西楊荘村、河里村、曹村、木荘村、牛家荘村、東邢家荘村、塔屯村、拐角舗村 |
| 南楼郷             | 南楼村、北楼村、東吉村、韓家荘村、北石家荘村、巧女村、丁旺村、完民荘村、陳家荘村、良下村、東宿村、西宿村、宿村荘村、樊家荘村、廂同村、許香村、付家村、東里双村、西里双村、里双店村、孔村村、陳家疃村 |
| 西平楽郷           | 西平楽村、中平楽村、西杜村、中杜村、東杜村、西安豊村、東安豊村、大寨村、南化村、正民荘村 |

## 経済
経済は農業中心で、食品工業、製薬工業、化学工業などの工場もある。

## 交通
- 空港
  - 石家荘正定空港
- 鉄道
  - 京広線
  - 石太線
  - 石徳線
  - 石家荘地下鉄
- 道路
  - 京石高速道路
  - 石太高速道路

## 観光地

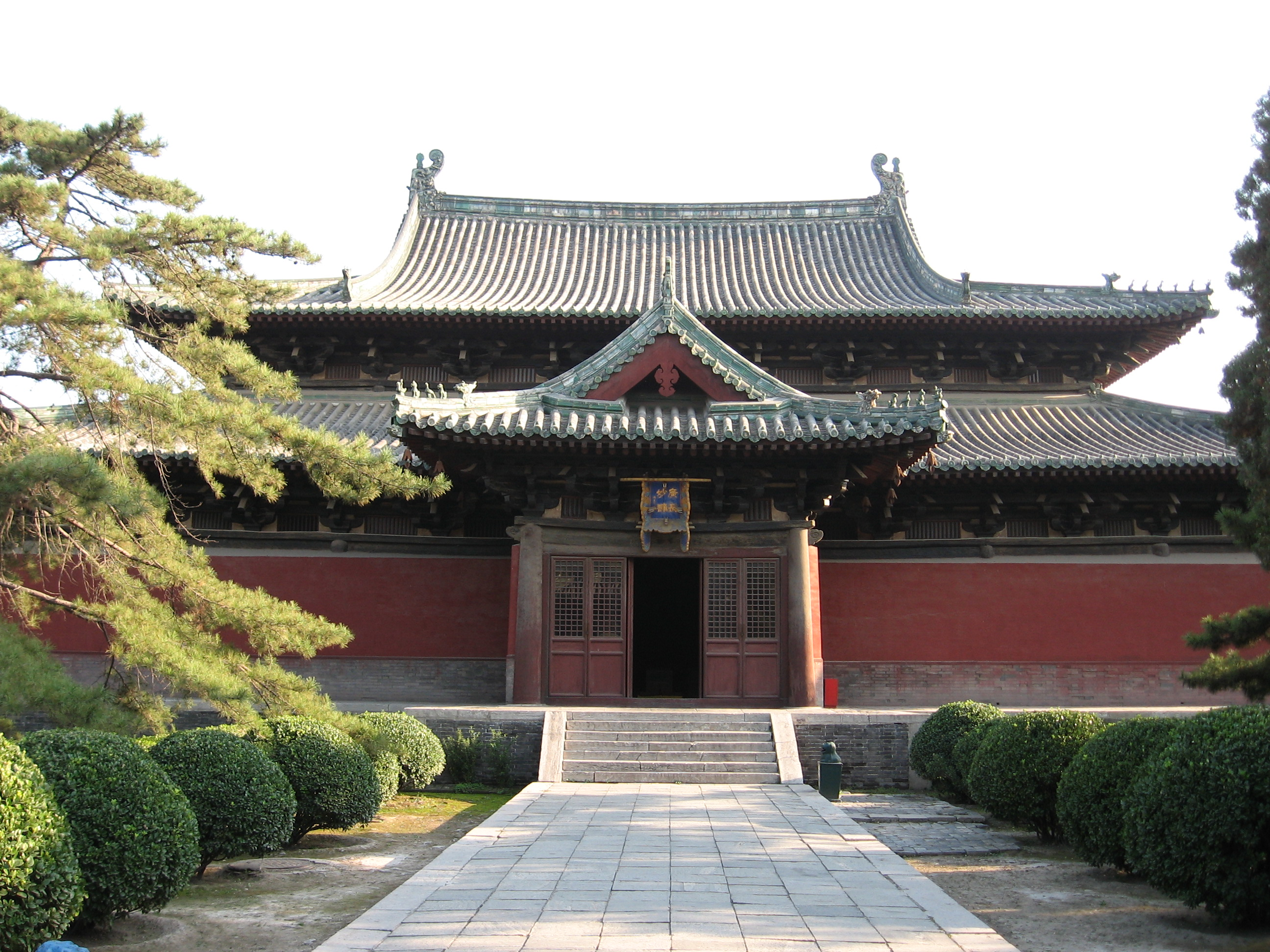
正定の隆興寺摩尼殿

河北省の古都であるため県城城郭や文廟が保全されているほか、隋代に建立された隆興寺などの古跡が位置する。また東魏の540年（興和2年）に県城東南の滹沱河岸の臨済村に建立された臨済寺は、臨済義玄が臨済宗を興した寺院として有名である。その他、広恵寺、天寧寺、開元寺、福慶寺など東魏から唐にかけての仏教寺院の建物や跡が存在する。

## 出身者
- 趙佗 - 南越国の建国者。南越武王。
- 趙雲 - 三国時代の蜀漢の武将。県内には趙雲廟がある。
- 王士珍 - 清末民初の軍人・政治家。北洋新軍三傑の1人。中華民国国務総理。